# Ottermuschel
Die Ottermuschel (Lutraria lutraria) ist eine im Nordatlantik verbreitete Muschelart aus der Familie der Trogmuscheln (Mactridae).

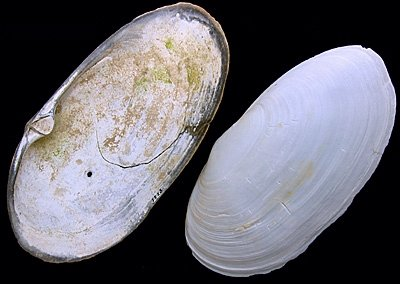
Rechte Klappe (links) und linke Klappe (rechts) der Ottermuschel

## Merkmale
Das gleichklappige, nicht aufgeblähte Gehäuse erreicht eine Länge bis zu 13 cm lang. Das Verhältnis Länge zu max. Höhe beträgt etwa 2. Es ist mäßig ungleichseitig, die Wirbel sitzen vor der Mittellinie in Relation zur Gehäuselänge (bei etwa einem Drittel der Gesamtlänge vom Vorderende entfernt). Der Gehäuseumriss ist querelliptisch. Der hintere Dorsalrand ist lang und gerade und fällt flach zum gerundeten Hinterende ab. Der vordere Dorsalrand ist kürzer, sehr flach konvex gewölbt und fällt etwas steiler zum Vorderende ab. Das Vorderende ist etwas weiter gerundet. Der Ventralrand besitzt in der Mitte einen fast geraden Bereich. Das geschlossene Gehäuse klafft am Vorder- und am Hinterende, sadass am Ventralrand nur ein kurzer Bereich bleibt, an der die beiden Klappen aufeinander treffen.
Das Ligament liegt extern und intern. Das extern, hinter dem Wirbel gelegene Ligament ist ein kleines, dunkelbraunes, tief eingesenktes Band. Das interne Ligament sitzt in einem großen, löffelförmigen Fortsatz (Chondrophor). Die Spitze der Grube sitzt direkt unter den Wirbeln. Die linke Klappe zeigt zwei Kardinalzähne, die eine v-förmige Struktur direkt vor der Ligamentgrube bilden. Außerdem ist noch ein sehr kleiner, dünner Lateralzahl zwischen der Ligamentgrube und den beiden großen Kardinalzähnen vorhanden, der aber sehr leicht abbricht. Außerdem sind dicht am Gehäuserand und parallel dazu verlaufend, zwei kleine, lamellenartige Seitenzähne vorhanden. In der rechten Klappe sind zwei Kardinalzähne ausgebildet, und ein lamellenartiger hinterer Lateralzahn. Der Mantel ist hinten tief und weit eingebuchtet, der Scheitel der Bucht befindet sich etwa unterhalb der Wirbel. Am Ventralrand sind Mantelrand und ventraler Teil der Mantelbucht getrennt bzw. fallen nicht zusammen. Es sind zwei annähernd gleich große Schließmuskeln vorhanden.
Die weißliche Schale ist dickwandig, fest aber spröde. Die Ornamentierung besteht aus konzentrischen Linien und Gruben. Der innere Gehäuserand ist glatt. Das Periostracum ist schuppig und oliv-braun.

## Geographische Verbreitung, Lebensraum und Lebensweise
Das Verbreitungsgebiet der Art reicht von Nordnorwegen entlang der Küstengewässer des Ostatlantiks bis nach Westafrika (Senegal). Sie dringt auch in die Nord- und Ostsee sowie das Mittelmeer vor. Sie lebt bis 35 cm tief eingegraben bzw. grabend in sandigen, sandig.schlammigen und kiesigen Böden vom Gezeitenbereich bis in etwa 100 Meter Wassertiefe.

## Taxonomie
Das Taxon wurde von Carl von Linné als Mya lutraria aufgestellt. Es ist die Typusart der Gattung Lutraria Lamarck, 1799.

## Belege

### Online
- Marine Bivalve Shells of the British Isles: Lutraria lutraria (Linnaeus, 1758) (Website des National Museum Wales, Department of Natural Sciences, Cardiff)
- Lutraria lutraria (Linné, 1758) Marine Species Identification Portal